# Hidrografia da Suécia

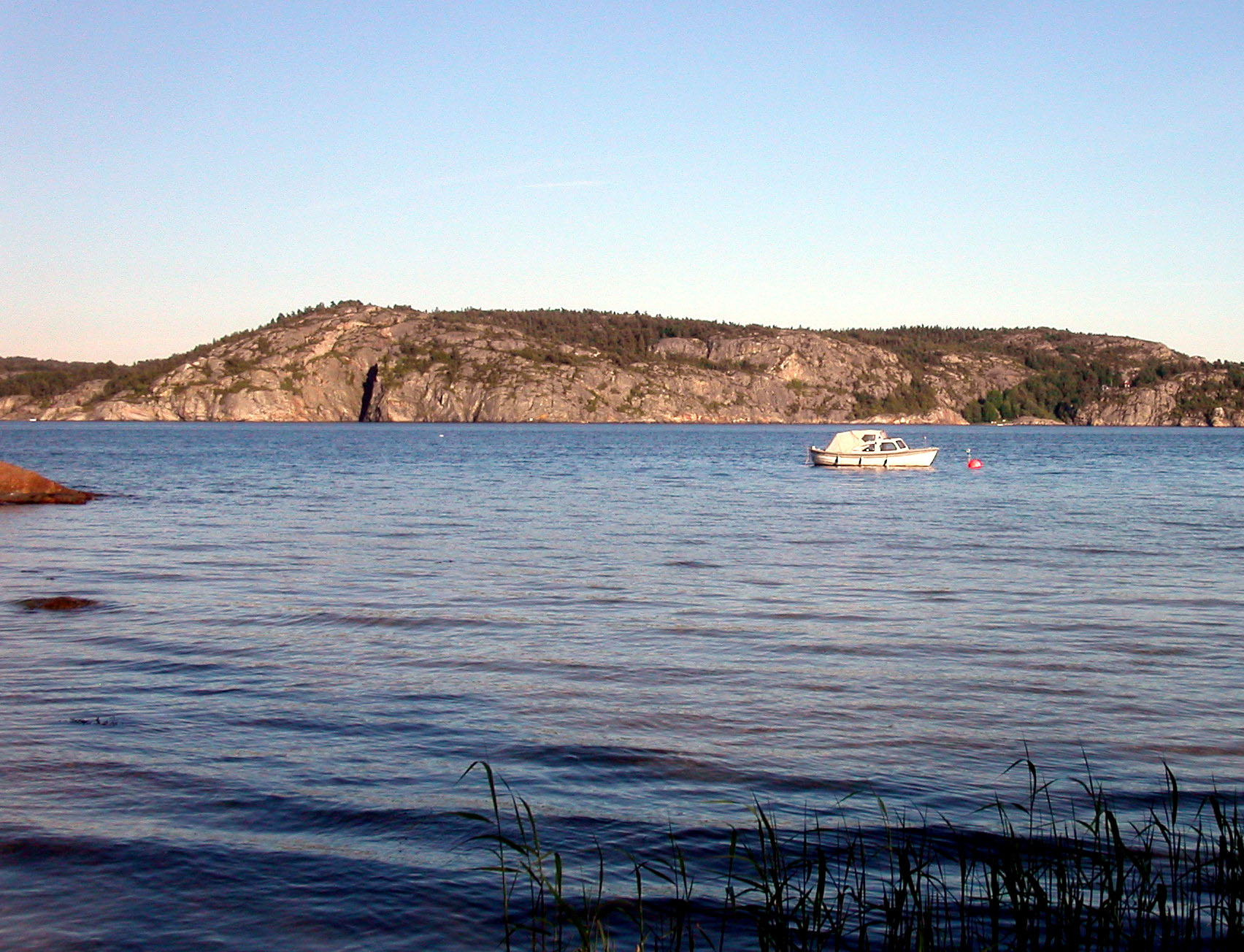
Fiorde Gullmarn

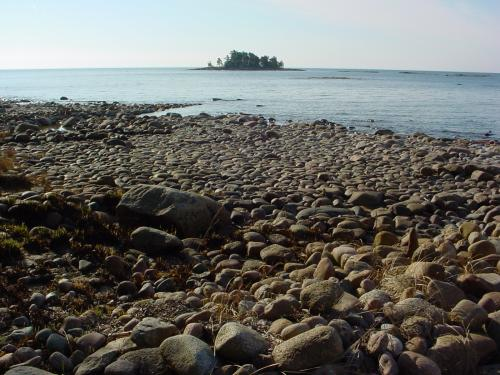
Lago Vener

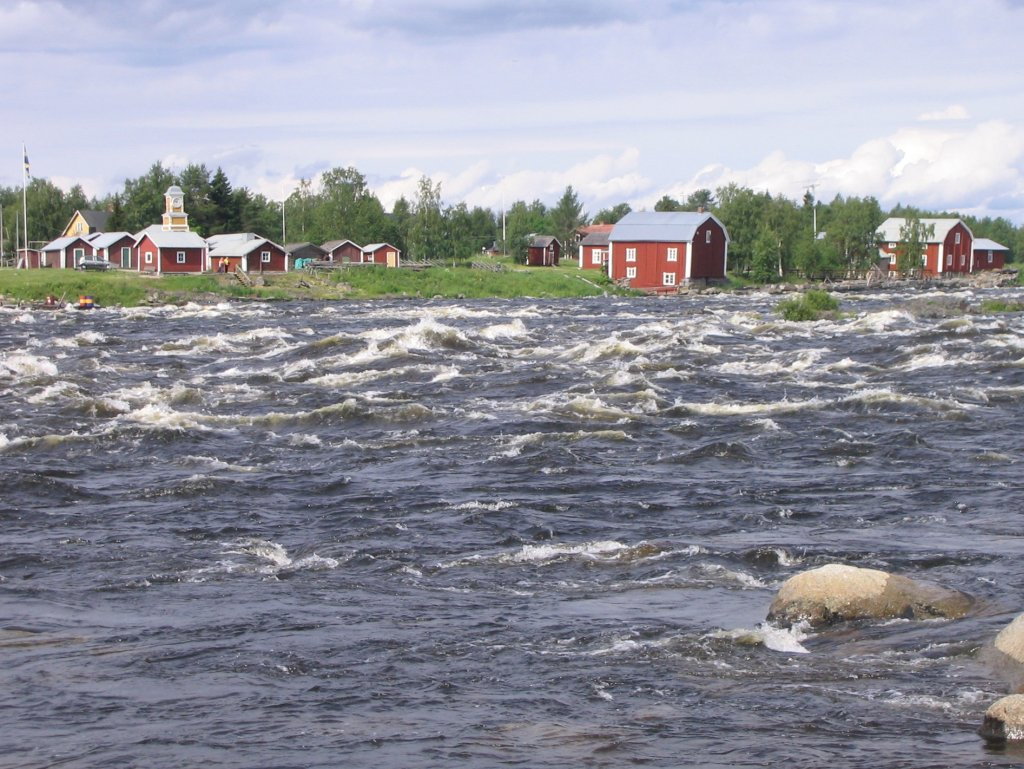
Rio Torne

A hidrografia da Suécia é caracterizada pela existência de muitos lagos (mais de 100 000), muitas ilhas (quase 270 000, em lagos, rios e mares) e numerosos cursos de água (mais de 28 000), com destaque para grandes rios atravessando o país. O seu território ocupa a parte leste da Península da Escandinávia, e está rodeado por dois mares - o Mar Báltico e o Mar do Norte, assim como separado da Dinamarca e da Noruega por três estreitos - o Öresund, o Categate e o Escagerraque.